# Boyan Kotsev
Boyan Stoychev Kotsev (em búlgaro:  Боян Стойчев Коцев, 20 de abril de 1930) é um ex-ciclista olímpico búlgaro. Representou sua nação em duas edições dos Jogos Olímpicos: Helsinque 1952 e Roma 1960.